# Höll (Gemeinde Deutsch Schützen-Eisenberg)
Höll (ungarisch Pokolfalu; kroatisch Paklišće) ist eine Ortschaft und Katastralgemeinde in der Gemeinde Deutsch Schützen-Eisenberg im Bezirk Oberwart im Burgenland in Österreich. Sie hat 59 Einwohner (Stand 1. Jänner 2024).

## Geografie
Der Ort liegt östlich des Csaterbergess im am Pinkaboden, im Unteren Pinkatal. Er ist direkt an der Geschriebenstein Straße (B 56) und in unmittelbarer Nähe zur Staatsgrenze gelegen, die nur ca. 750 m weiter östlich liegt. 

## Geschichte
Der Ort gehörte wie das gesamte Burgenland bis 1920/21 zu Ungarn (Deutsch-Westungarn). Ab 1898 musste aufgrund der Magyarisierungspolitik der Regierung in Budapest der ungarische Ortsname Pokolfalu verwendet werden. Nach Ende des Ersten Weltkriegs wurde nach zähen Verhandlungen Deutsch-Westungarn in den Verträgen von St. Germain und Trianon 1919 Österreich zugesprochen. Seit 1921 gehört Höll zum damals neu gegründeten Bundesland Burgenland (siehe auch Geschichte des Burgenlandes).
Am 1. Jänner 1971 wurde der Ort im Zuge des Gemeindestrukturverbesserungsgesetzes der burgenländischen Landesregierung mit den Ortschaften Deutsch Schützen, Edlitz, Eisenberg an der Pinka und Sankt Kathrein im Burgenland zur neuen Gemeinde Deutsch Schützen-Eisenberg  zusammengelegt.

## Kultur und Sehenswürdigkeiten
- Römisch-Katholische Filialkirche Höll hl. König Stephan, erbaut 1970[4]
- Kriegerdenkmal

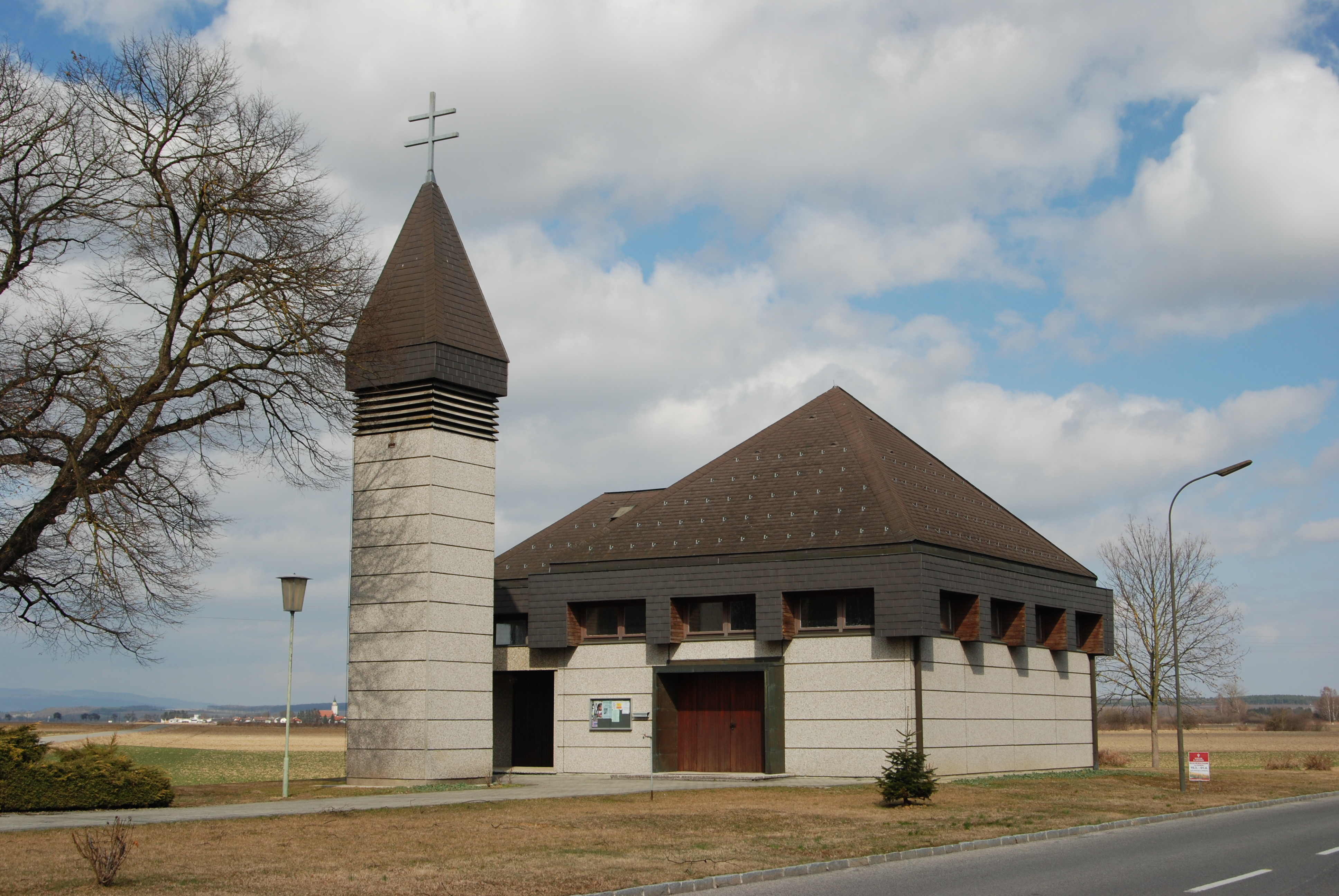
Filialkirche Höll
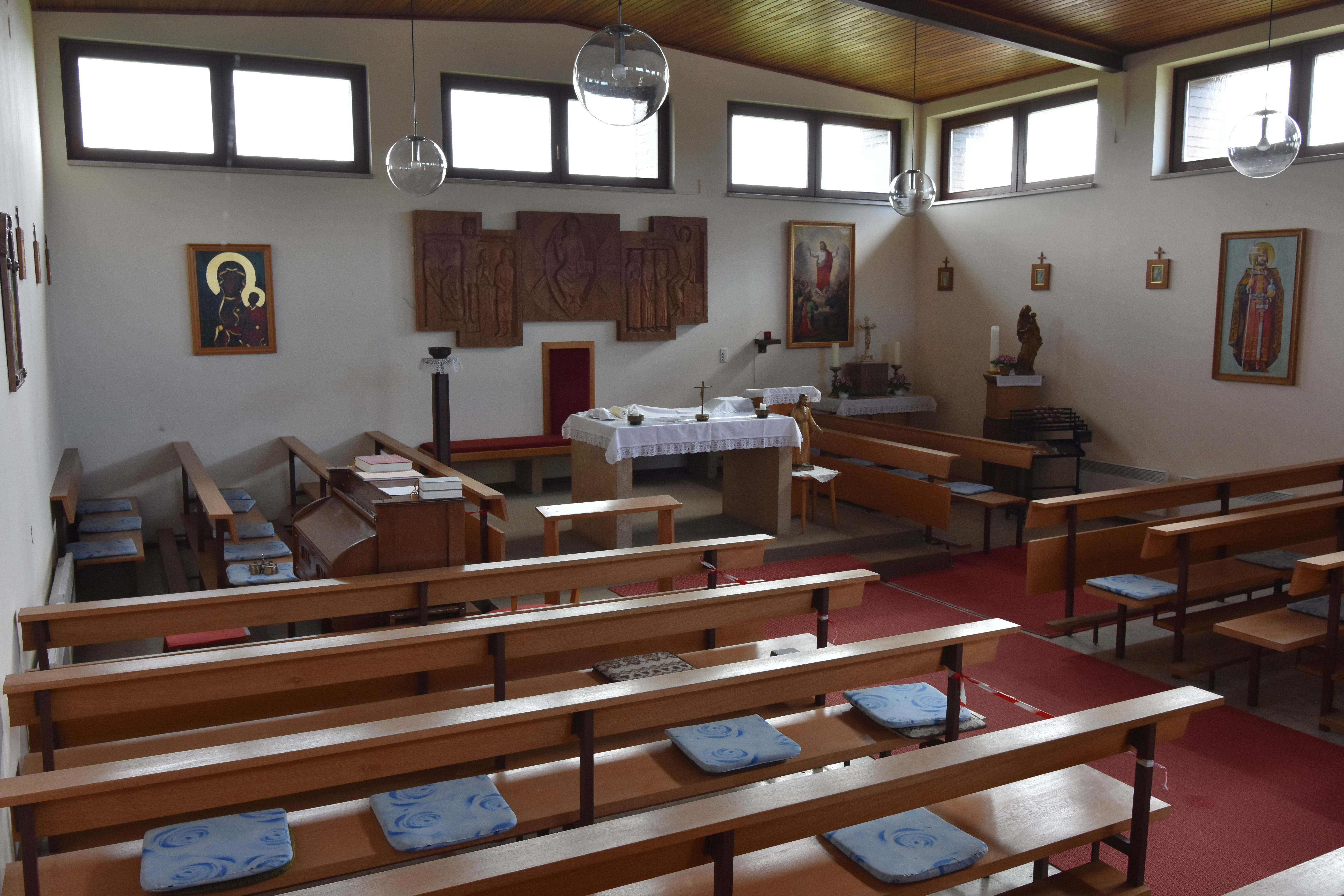
Filialkirche Höll (Innenraum)
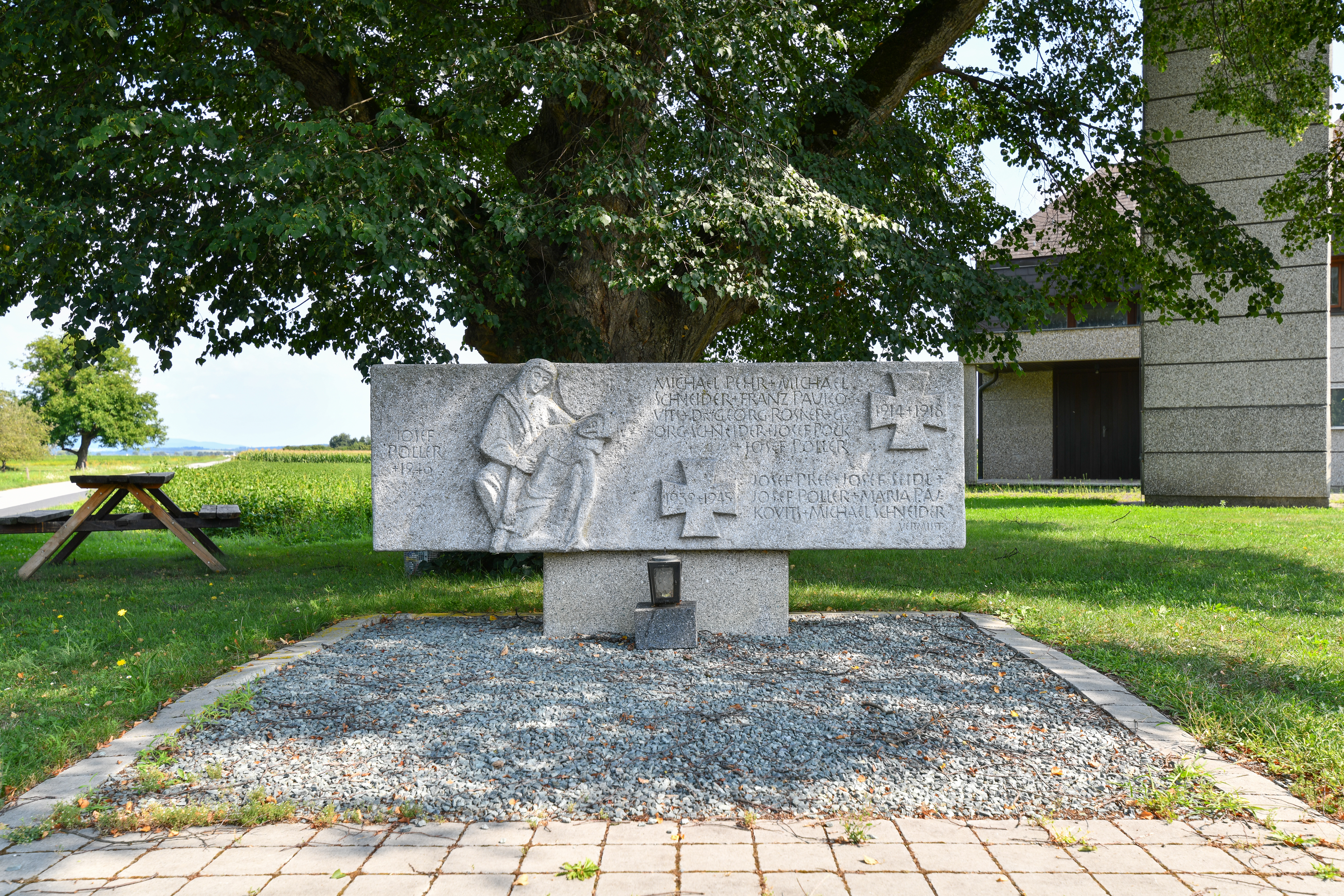
Kriegerdenkmal